# Allameh-Tabataba'i-Universität

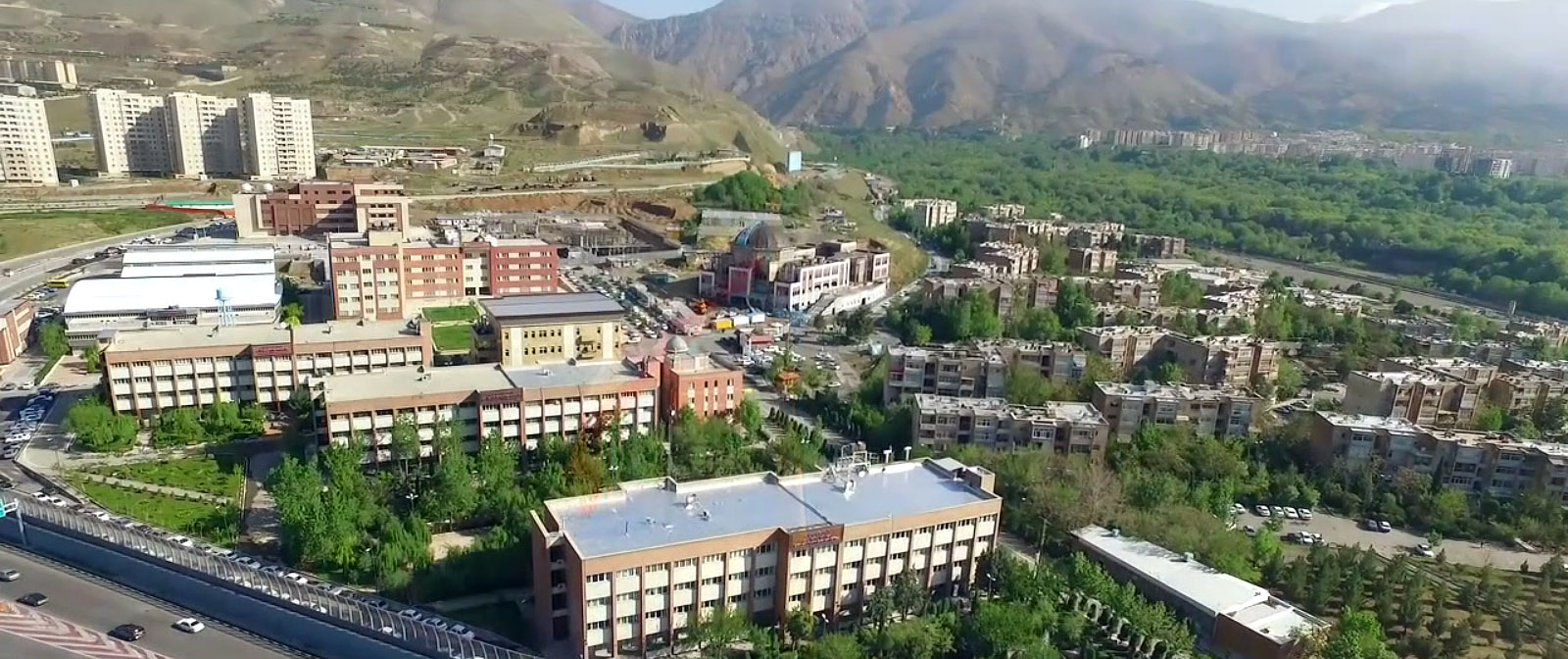
Hauptcampus der Universität

Die Allameh-Tabataba'i-Universität (ATU) (persisch دانشگاه علامه طباطبایی daneschgahe allameh tabatabaee) in Teheran ist eine öffentliche Universität. Die Universität ist benannt nach dem einflussreichen iranisch-islamischen Philosophen und schiitischen Kleriker Ajatollah Allameh Tabatabai. Die Universität ist die größte spezialisierte öffentliche Universität für Geistes- und Sozialwissenschaften im Iran.
Die Allameh-Tabataba'i-Universität wurde 1950 gegründet und befindet sich im Zentrum von Teheran. Die Einrichtung ist koedukativ organisiert und führt zu Bachelor-, Master- und PhD-Abschlüssen sowie iranischen Diplomprüfungen.